# Valigny
 Valigny  là một xã ở tỉnh Allier thuộc miền trung nước Pháp.